# 羅伯特·西特倫
羅伯特·拉菲·西特倫（英語：Robert Lafee Citron，1925年4月14日—2013年1月16日）在1994年12月6日加利福尼亞州橘郡宣布破產時，長期擔任該郡的財務長兼稅收官。破產是由西特倫的投資策略所導致，他的投資策略似乎是要透過高風險、槓桿式的債券持倉，在不增加稅收的情況下為橘郡賺取高收入。這項策略一開始獲得了回報。1994年，利率上漲導致資金緊絀，該郡的融資者要求該郡提供更多的抵押品。後來，西特倫被揭露在縣府財務開始不穩的時候，仰賴一位郵購占星家和一位靈媒來預測利率。

## 早年生活
西特倫出生於洛杉磯，在柏本克和赫米特長大。他的父親傑西（Jesse）是終止酒鬼W·C·菲爾德斯對蘇格蘭威士忌的熱愛的醫生。他曾就讀於南加州大學，但沒有畢業。1960年，他受雇於橘郡的收稅部門，多年來他不斷晉升，在參選時已是部門主管。1970年，他競選民選稅收官員一職，並在競選中獲勝。三年後，橘郡合併了收稅員和財務長的辦公室，西特倫的職銜也從此變成財務長兼收稅員。

## 財務長兼收稅員
西特倫控制了多個橘郡基金，包括普通基金、投資池和庫務混合池。他在寄出縣府的稅單時，打出「準時繳稅永不罰款」等醒目口號。他曾七次贏得連任；在他最後一次選舉勝利中，他的對手約翰·穆拉赫指控他的豐厚收益是高風險賭博的結果。
西特倫作為橘郡各基金的控制人，利用附買回協議和浮動利率債券（FRN）進行高槓桿操作。使用這些金融工具所造成的損失高達20億美元，原因在於槓桿率過高，無法因應聯邦利率的上漲。換句話說，如果聯邦利率沒有上升，龐大的交易頭寸將大幅獲利；如果利率上升，交易頭寸將造成重大虧損。事實上，利率上升了。
西特倫管理的橘郡基金價值80億美元。然而，西特倫在回購市場上槓桿了橘郡基金，槓桿率從158%到292%不等。為了獲得這種槓桿程度，他使用國庫債券作為抵押品。該基金在一段時間內獲利過多，西特倫採取了隱瞞超額收益的手段。他承認將證券從橘郡一般基金不當地轉移至橘郡國庫混合池。

## 橘郡破產
雖然早在1992年，監管機構和該郡的金融交易對手就已經開始審查西特倫的高風險投資策略，因為貿易刊物《衍生工具週刊》刊登了一篇文章，但該郡的財務直到1994年初才開始崩潰。當時，聯邦儲備銀行開始提高美國利率，導致橘郡投資池中的許多證券價值下跌。因此，交易商要求橘郡支付額外的保證金。這些額外保證金付款的部分資金來自橘郡發行的另一筆債券；該債券的發行規模為6億美元。然而，這只是暫時的解決方法。1994年12月，瑞士信貸第一波士頓（CSFB意識到發生了什麼事，並阻止了12.5億美元回購的「展期」（指在前一筆回購結束時發行另一筆回購，但以新的現行利率計息）。當時有人聲稱，橘郡除了申請破產外，已別無他法。在該郡破產時，每項計畫預算都被削減，約3,000名公職人員被解僱，所有服務都被縮減。
金融學者約翰·C·赫爾後來將這件事形容為「典型的例子」：一間機構最初透過高風險交易賺錢，結果對風險沾沾自喜，繼而造成災難性的損失。

## 刑事判決
西特倫面臨14年的刑期，他承認了六項重罪指控和三項特別加重指控。控罪還包括向在橘郡財資投資池購買證券的參與者提交虛假且具誤導性的財務摘要。西特倫被判刑一年的工作釋放和五年的監督緩刑，並執行1,000小時的社區服務。他在監獄服刑一年，獲准在小賣部工作。
1995年，西特倫獲得搞笑諾貝爾獎經濟學獎，表彰其運用金融衍生工具的微積分，證明每個金融機構都有其極限值。

## 逝世
西特倫於2013年1月16日逝世，享年87歲。

## 外部連結
- Losing your tail on the repo market: The story of Robert Citron by Linda Allen, published in The Arbitrageur. Highly technical analysis of how Citron's investments failed. (Archived from the original.)
- The Orange County Bankruptcy: Who's Next?